# In Old Caliente
In Old Caliente è un film del 1939 diretto da Joseph Kane.
È un film western statunitense con Roy Rogers, Lynne Roberts e George 'Gabby' Hayes.

## Produzione
Il film, diretto da Joseph Kane su una sceneggiatura di Norman Houston e Gerald Geraghty con il soggetto dello stesso Houston, fu prodotto da Kane, come produttore associato, per la Republic Pictures e girato nell'Iverson Ranch a Chatsworth e ad Agoura in California. Il titolo di lavorazione fu Road to Eldorado.

## Colonna sonora
- Sundown on the Rangeland - scritta da Fred Rose, cantata da Roy Rogers
- We're Not Coming Out Tonight - scritta da Walter G. Samuels, cantata da Roy Rogers e George 'Gabby' Hayes
- The Moon, She Will Be Shining Tonight - scritta da Walter G. Samuels, cantata da Roy Rogers

## Distribuzione
Il film fu distribuito negli Stati Uniti dal 19 giugno 1939 al cinema dalla Republic Pictures.
Altre distribuzioni:
- negli Stati Uniti il 15 dicembre 1948 (redistribuzione)
- in Germania (Damals in Caliente)
- in Brasile (Traição Infame)
- in Spagna (Traición en el rancho)